# Archidiecezja Antequera (Oaxaca)
Archidiecezja Antequera (Oaxaca) (łac. Archidioecesis Antequerensis) – archidiecezja Kościoła rzymskokatolickiego w Meksyku. 

## Historia
21 czerwca 1535 roku papież Paweł III erygował diecezję Antequera de Oaxaca. Dotychczas wierni z tym terenów należeli do diecezji Tlaxcala.
23 czerwca 1891 roku decyzją papieża Leona XIII diecezja została podniesiona do rangi archidiecezji metropolitalnej.
Archidiecezja niejednokrotnie traciła kolejne części swego terytorium na rzecz nowo powstających diecezji: San Cristóbal de las Casas (1539), Veracruz-Jalapa (1863), Mixtecas (1902), Tehuacán (1962), Huautla (1972) i Puerto Escondido (2003).

## Główne świątynie
- Archikatedra: Archikatedra Matki Boskiej Wniebowziętej w Oaxaca
- Bazylika mniejsza: Bazylika Matki Bożej Samotnej w Oaxaca

## Ordynariusze

### Biskupi Antequera
- Juan Lopez de Zárate (1535–1555)
- Bernardo de Albuquerque (1561–1579)
- Bartolomé de Ledesma (1583–1604)
- Baltazar de Cobarrubias y Múñoz (1605–1608)
- Juan de Cervantes (1608–1614)
- Juan Bartolomé de Bohorquez e Hinojosa (1617–1633)
- Leonel de Cervantes y Caravajal (1636–1637)
- Bartolomé de Benavente y Benavides (1639–1652)
- Francisco Diego Díaz de Quintanilla y de Hevia y Valdés (1653–1656)
- Juan Alonso de Cuevas y Davaols (1658–1664)
- Tomás de Monterroso (1664–1678)
- Nicolás Ortiz del Puerto y Colmenares Salgado (1679–1681)
- Isidoro Sariñara y Medina Cuenca (1683–1696)
- Manuel Plácido de Quirós de Porras (1698–1699)
- Ángel de Maldonado (1700–1728)
- Francisco de Santiago y Calderón (1729–1736)
- Tomás Montaño y Aarón (1737–1742)
- Diego Felipe Gómez de Angulo (1744–1752)
- Buenaventura Blanco y Elguero (Helguero) (1753–1764)
- Miguel Anselmo Álvarez de Abreu y Valdéz (19765–1774)
- José Gregorio Alonso de Ortigosa (1775–1793)
- Gregorio Jose de Omaña y Sotomayor (1792–1797)
- Antonio Bergosa y Jordán (1801–1817)
- Manuel Isidoro Perez Sánchez (1819–1837)
- José Epigmenio Villanueva y Gomez de Eguiarreta (1839–1840)
- Angel Mariano de Morales y Jasso (1841–1843)
- Antonio Mantecón e Ibañez (1844–1852)
- José Agustín Domínguez y Diaz (1854–1859)
- José María Covarrubias y Mejía (1861–1867)
- Vicente Fermín Márquez y Carrizosa (1868–1887)
- Eulogio Gregorio Clemente Gillow y Zavalza (1887–1891)

### Arcybiskupi Antequera
- Eulogio Gregorio Clemente Gillow y Zavalza (1891–1922)
- José Othón Núñez y Zárate (1922–1942)
- Fortino Gómez León (1942–1967)
- Ernesto Corripio y Ahumada (1967–1976)
- Bartolomé Carrasco Briseño (1976–1993)
- Héctor González Martínez (1993–2003)
- José Luis Chávez Botello (2003-2018)
- Pedro Vázquez Villalobos (od 2018 roku)